# Fritidsdyr
|  | Denne artikel er oprettet af botten Steenthbot ud fra en ekstern database. Den kan derfor have sproglige fejl eller mangler. Denne skabelon kan fjernes efter kontrol af indholdet. |

Fritidsdyr er en dansk dokumentarfilm fra 1977 instrueret af Ole Schelde og efter manuskript af Ole Schelde og K. C. Schrøder.

## Handling
Børn - og voksne - må ikke glemme dagligt at efterse deres dyr. De mange fritidsdyr (kanin, hamster, marsvin, undulat, hund og kat) kræver pleje, for at de har det godt. I filmen viser en række børn, hvordan og hvornår de giver dyrene nyt foder og frisk vand, og hvad de selv kan gøre, hvis dyrene bliver syge. Et besøg hos dyrlægen viser, hvad det er bedst at lade ham udføre. "Når man sætter sig ordentligt ind i dyrenes levevis, er det ikke svært at passe dem rigtigt, - og man kan lære sig at se på dyr, om de trives godt", lyder den afsluttende kommentar i filmen, der henvender sig til børn fra 6 år.

## Medvirkende
- K. C. Schrøder